# Politický systém Spojeného království
Politický systém Spojeného království Velké Británie a Severního Irska je zasazen v rámci konstituční monarchie, v níž je hlavním představitelem státu panovník a předseda vlády Spojeného království je hlavou vlády.
Výkonná moc je realizována vládou Spojeného království a část pravomocí je přenesena na vlády Skotska, vládní úřady ve Walesu a Severním Irsku. Zákonodárná moc je nezadatelným právem vlády a dvou komor parlamentu – Sněmovny lordů a Dolní sněmovny, stejně tak i Skotského parlamentu a zastupitelstev Walesu a Severního Irska. Soudní moc je nezávislá na moci výkonné i zákonodárné (do vzniku Nejvyššího soudu v roce 2009 bylo ovšem několik vyšších soudců členy Sněmovny lordů).

## Panovník

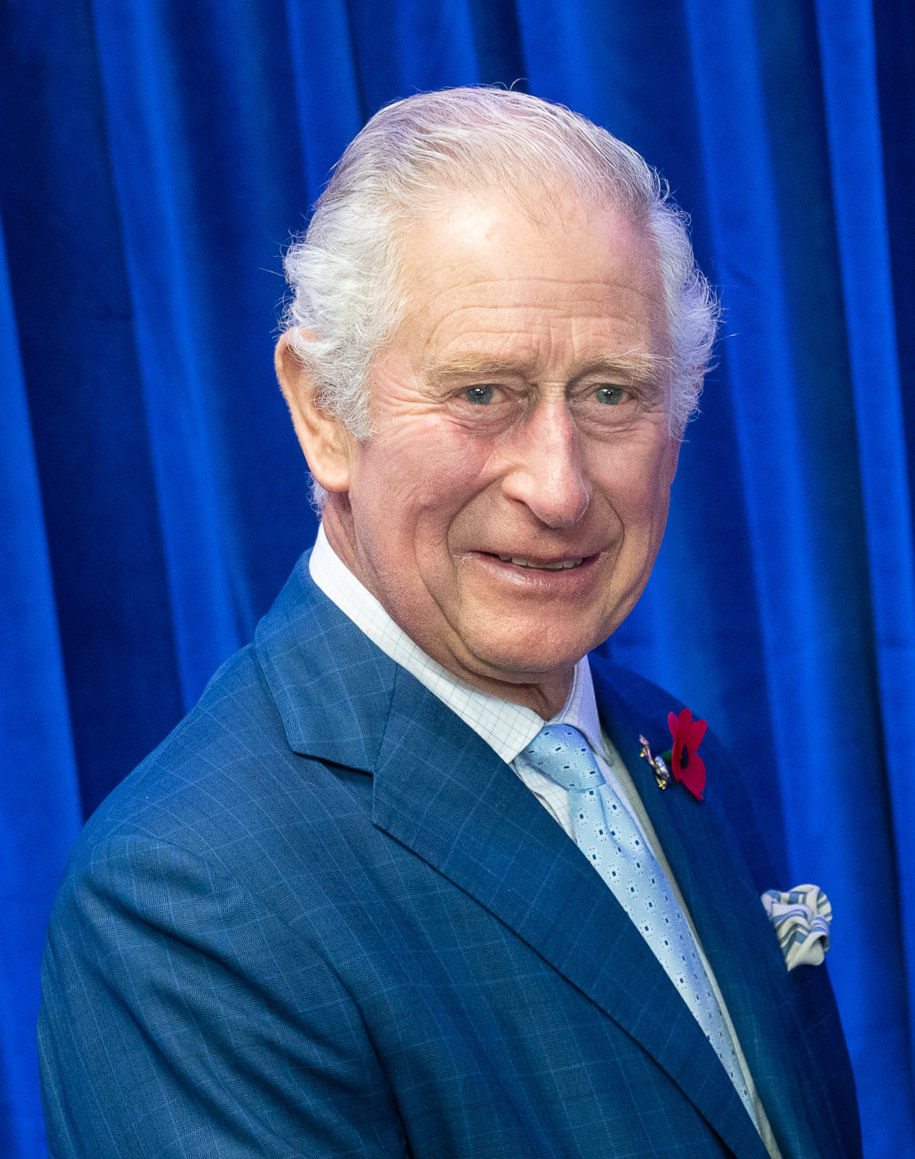
Jeho Veličenstvo král Karel III. Britský

Hlavním představitelem státu a zdrojem výkonné, zákonodárné a soudní moci ve Spojeném království je britský panovník, v současnosti král Karel III. Ovšem od přijetí zákona o deklaraci práv, která definovala svrchovanost parlamentu, jsou jeho pravomoci omezené (English Bill of Rights 1689, zákon přijatý parlamentem roku 1689 definující některá základní práva občanů například právo na předání petice panovníkovi, právo nosit zbraň pro svou obranu a definice některých případů, kdy musí panovník požádat o souhlas parlament). Panovník je ale stále považován za svrchovanou osobu.
Panovník má formálně mnoho pravomocí, včetně práva vybrat za premiéra jakéhokoli britského občana a kdykoliv svolat nebo rozpustit parlament. Přesto v souladu se zvykovým právem (Spojené království nemá psanou ústavu) panovník pověřuje sestavením kabinetu předsedu strany s největším zastoupením v dolní komoře parlamentu a parlament rozpouští na doporučení předsedy vlády. Panovník má také právo odmítnout udělit královský souhlas se zákonem ačkoli tato skutečnost je v moderní historii nepravděpodobná. Další práva jako jmenování ministrů nebo vyhlášení války jsou realizována premiérem a vládou s následným formálním souhlasem panovníka.
V současnosti jsou práva panovníka spíše ceremoniální. Přesto má panovník tři základní práva – právo být konzultován, doporučit a varovat. Důsledkem této skutečnosti jsou pravidelné schůzky premiéra s panovníkem, konané jednou za týden. Panovník je také stále vrchním velitelem ozbrojených sil, jemuž příslušníci vojska přísahají věrnost.

## Výkonná moc

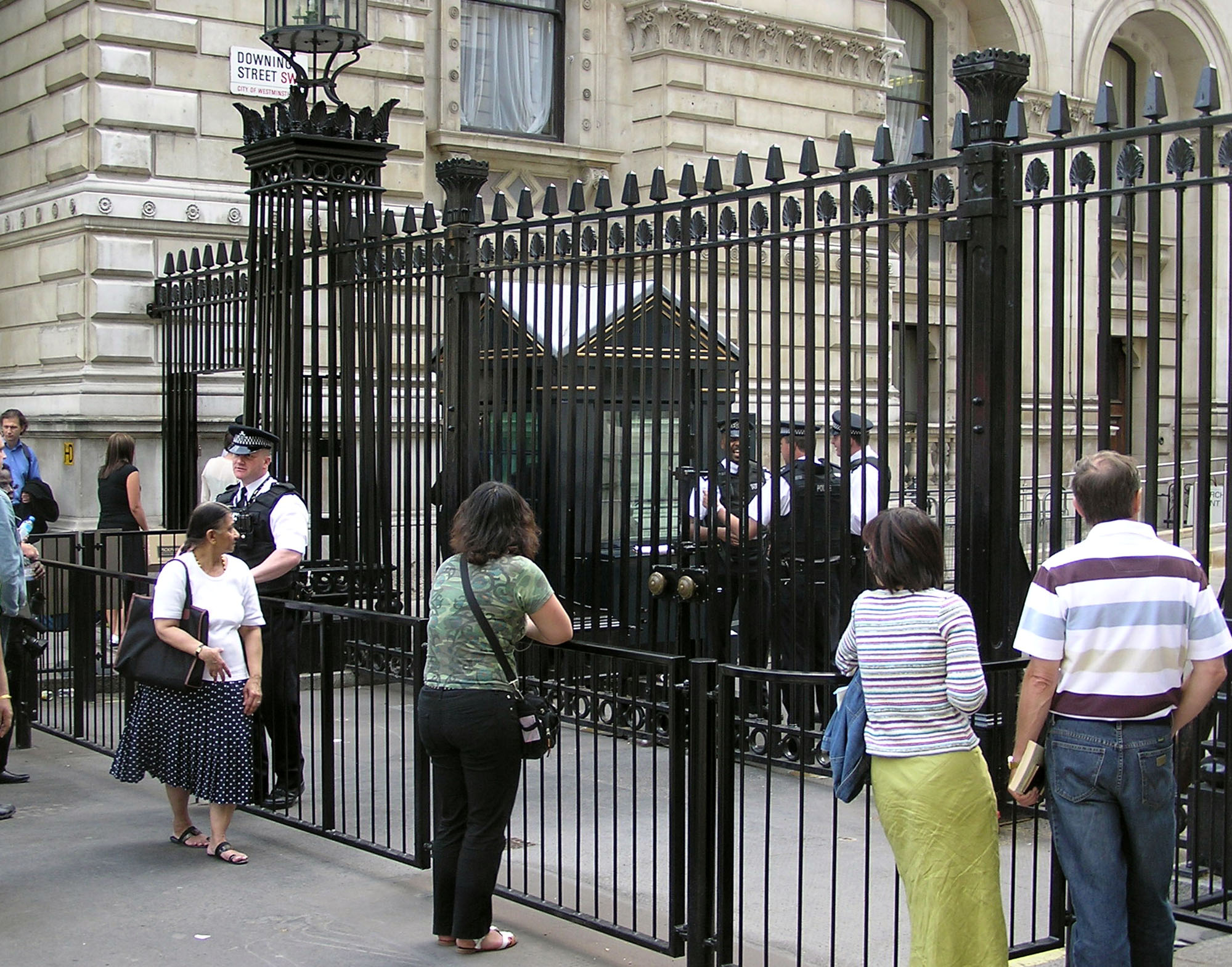
Downing Street 10, sídlo premiéra

Výkonná moc je realizována vládou (His Majesty's Government). Panovník pověří sestavením kabinetu většinou předsedu nejsilnější strany v dolní komoře parlamentu, který musí být podle zvyklostí členem Dolní sněmovny. Premiér pak navrhne jednotlivé ministry, kteří tvoří vládu, a jsou politickými vedoucími jednotlivých ministerstev. Vládu tradičně tvoří asi 22 ministrů, z nichž každý musí být dle zvyklostí členem Dolní sněmovny nebo Sněmovny lordů.
Podobně jako v jiných podobných systémech (tzv. Westminsterský systém) jsou členové vlády voleni z členů parlamentu, kterému je také vláda zodpovědná. Vláda sice nepotřebuje formálně získávat důvěru parlamentu jako například v ČR, nicméně pokud jí je vyslovena nedůvěra, dochází zpravidla k rozpuštění dolní sněmovny a předčasným volbám. Ve Velké Británii byla naposledy vyslovena nedůvěra v roce 1979, a to ministerskému předsedovi Callaghanovi (Labouristé), a to o jediný hlas. Následující volby vyhráli Konzervativci pod vedením Margaret Thatcherové.
Vláda je tvořena několika ministerstvy, která jsou vedena jednotlivými ministry. Některá z nich zodpovídají za agendy jim svěřené pouze na území Anglie a správa pro území Skotska, Walesu a Severního Irska je převedena na vládní úřady v těchto zemích (například Ministerstvo zdravotnictví) nebo se jedná o záležitosti týkající se pouze Anglie (Ministerstvo pro děti, školství a rodinu).
Uskutečňování jednotlivých rozhodnutí ministerstev zajišťují politicky neutrální organizace státní správy. Jejich ústavním úkolem je podpora a realizace rozhodnutí vlády bez ohledu na politickou orientaci kabinetu. V jejich čele stojí stálý tajemník (permanent secretary), který vykonává tuto funkci bez ohledu na změnu vlády.

## Zákonodárná moc

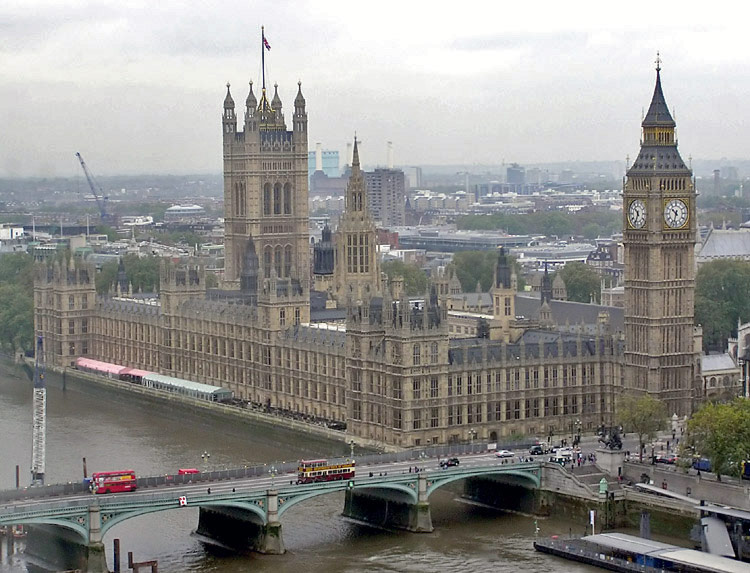
Sídlo parlamentu - Westminsterský palác

Ústava není kodifikována v psané podobě a ústavní systém je založen na zvykovém právu, zákonech a jiných elementech.

### Parlament Spojeného království
Nejvyšším zákonodárným orgánem Spojeného království je parlament, který je dvoukomorový a sestává z Dolní sněmovny a Sněmovny lordů.

#### Dolní sněmovna
Spojené království je rozděleno na volební obvody do Dolní sněmovny se zhruba stejným počtem voličů (jejich hranice stanovuje a reviduje Hraniční komise). Každý obvod je zastoupen v dolní komoře jedním poslancem. Dolní sněmovna má v současnosti 646 členů. V moderní době je premiér i vůdce opozice vždy členem dolní komory.
Vzhledem k uplatňovanému většinovému volebnímu systému bývá obvyklé, že jedna z politických stran má v dolní komoře většinu, případně může panovník pověřit sestavením vlády předsedu strany, která je schopna vytvořit koaliční vládu. Prvním vyjádřením důvěry nové vládě je hlasováni po trůnní řeči (Speech from the Throne) deklarující legislativní záměry vlády. Převážná většina legislativní aktivity bývá soustředěna do návrhů poslanců vládní strany.

#### Sněmovna lordů
Horní sněmovna byla v minulosti dědičnou aristokratickou komorou parlamentu. V současnosti, zvláště po reformách z roku 1999, již toto pravidlo neplatí. Sněmovna se skládá ze světských a z církevních členů (Lords Temporal a Lords Spiritual). Světští členové jsou jmenovaní činitelé (bez dědičného práva předat členství) a zbylých 92 členů s právem předat členství svému dědici. Církevní členové jsou hodnostáři Anglikánské církve, arcibiskupové z Yorku a Canterbury, a nejstarší biskupové.
V současnosti horní komora zkoumá legislativu vydanou Dolní sněmovnou s právem navrhovat změny a veta. Toto právo je omezeno na případy, které nezpůsobí zpoždění přijetí zákona o dvanáct měsíců. Podle zvykového práva je veto omezeno na zákony parlamentu s výjimkou zákonů týkajících se státních financí. Horní komora má stále právo vetovat prodloužení funkčního období parlamentu na období přesahující pět let.

## Volební systém
Ve Spojeném království je pro volby do Dolní sněmovny parlamentu uplatňován většinový volební systém v jednomandátových volebních obvodech. To vede k tomu, že strany s podobným politickým programem mají tendenci se spojovat, avšak malé politické strany s výjimkou výrazně regionálních stran mají menší šanci dosáhnout úspěchu ve volbách. Většinový volební systém umožňuje snadnější vytvoření většinové celostátní vlády.

## Politické strany
V minulosti existovaly dvě hlavní politické strany – Whigové a Toryové. Důležitými politickými silami, které jsou v současnosti početně zastoupeny v Dolní sněmovně, jsou tři strany. Jsou to Konzervativní strana, Labouristická strana a Liberálně demokratická strana. Posledně jmenovaná strana vznikla sloučením dřívější Liberální strany a Sociálnědemokratické strany. Dalšími, národně orientovanými, stranami se zastoupením v parlamentu jsou Skotská národní strana a Plaid Cymru, zastupující národní zájmy obyvatel Skotska a Walesu. Všech 18 poslanců za Severního Irska pochází ze stran, které působí pouze v rámci této části Spojeného království. V roce 1993 nastoupila na politickou scénu Strana nezávislosti Spojeného království (UKIP). Kromě těchto stran působí ve Spojeném království řada malých politických stran, mezi nimi také Komunistická strana Británie.

## Samospráva
Spojené království je rozděleno na samosprávné oblasti různorodého charakteru s různými funkcemi a pravomocemi. Anglie je rozdělena na jednoúrovňové nebo dvoustupňové samosprávné obvody. Velký Londýn vytváří jednotný dvoustupňový správní celek s rozdělením pravomocí mezi Londýnské městské obvody a správní orgán s působností nad celou oblastí Velkého Londýna Greater London Authority. Ve Skotsku, Walesu a Severním Irsku je rozšířen systém samostatných správních obvodů.
Další podrobnosti viz například Správní členění Anglie, Správní členění Skotska, Vývoj správního členění Walesu.